# Désoxyguanosine triphosphate
La désoxyguanosine triphosphate (dGTP) est un désoxyribonucléotide précurseur de l'ADN constitué de résidus de guanine et de 2-désoxyribose lié à un groupe triphosphate. Son ribonucléotide correspondant est la guanosine triphosphate.